# Майкл Пейкенем Еджворт
Майкл Пейкенем Еджворт (англ. Michael Pakenham Edgeworth; 1812–1881) — ірландський ботанік та політичний діяч.

## Біографія
Майкл Пейкенем Еджворт народився 24 травня 1812 року у сім'ї політика і письменника Річарда Лоуелла Еджворта і Френсес Енн Бофорт в селищі Мяхас-Трім, був зведеним братом письменниці Марії Еджворт. З 1823 року навчався у Чартерхаусі, у 1827 році поступив у Единбурзький університет, де став вивчати мови сходу, також відвідував лекції професора Макнаба з ботаніки.
Протягом декількох років Еджворт викладав в Ост-Індському коледжі в Гартфордширі. У 1831 році був записаний в Бенгальську цивільну службу та вирушив до Індії. Еджворт став головою адміністрації в Амбалі та Сахаранпурі. У 1842 році він на короткий час повернувся до Великої Британії і одружився з Христиною Макферсон, після чого знову поїхав до Індії. Кілька років він працював у місті Банда, у 1850 році був обраний одним з комісіонерів поселення Пунджаб. Однак незабаром, після сонячного удару, Майкл був змушений покинути Індію.
Майкл Еджворт помер на острові Егг на заході Шотландії 30 липня 1881 року.
Еджворт був автором кількох публікацій по флорі Індії, а також з граматики місцевих мов, серед яких виділяється його стаття з граматики кашмірської мови.
Основний гербарій Еджворта зберігається у Королівських ботанічних садах в К'ю (K).

## Окремі наукові роботи
- Edgeworth, M.P. (1846). Descriptions of some unpublished species of plants from North-Western India. Transactions of the Linnean Society of London 20(1): 23—91.
- Edgeworth, M.P. (1877). Pollen. 92 p., 24 pl.

## Роди рослин, названі на честь М.П.Еджворта
- Edgeworthia Meisn., 1841
- Edgeworthia Falc., 1842, nom. illeg. [= Sideroxylon L., 1753]